# 프레디 맥
프레디 맥(Freddie Mac, Federal Home Loan Mortgage Corporation, FHLMC)은 버지니아주 타이슨스코너에 본사를 둔 공개 정부후원기업(GSE)이다. FHLMC는 1970년 미국 내 모기지 론의 부가 판권 시장을 확장하기 위해 설립되었다. 패니 메이와 함께 프레디 맥은 모기지를 사들이고 개방 시장의 개인 투자가들에게 주택저당증권으로 판매한다.
프레디 맥은 2022년 포춘 500 목록의 총 소득별 최대 미국 기업 부문에서 56위를 차지했다.

## 같이 보기
- 패니 메이